# Viktor Sulčič
Viktor Sulčič (tudi Víctor oz. Victorio Sulcic), slovensko-argentinski arhitekt, * 2. avgust 1895, Križ pri Trstu, danes Italija, † 9. september 1973, Buenos Aires, Argentina.
Viktor Sulčič je študiral arhitekturo v Firencah in Bologni. Leta 1924 se je izselil v Argentino. Sodeloval je z arhitektoma Joséjem Luisom Delpinijem in Raúlom Besom. Najbolj znani zgradbi, ki ju je projektirala omenjena trojica, se nahajata v Buenos Airesu: leta 1940 dograjeni stadion La Bombonera (kjer igra moštvo Boca Juniors) in leta 1934 dograjena živilska tržnica (leta 1999 predelana v nakupovalno središče) Abasto.
Poleg arhitekture se je Sulčič ukvarjal še z drugimi rečmi. Bil je aktiven član slovenske skupnosti v Argentini, sodeloval je v društvu Sokol, bil predsednik skupine, ki je izdajala tednik Novi list. V njem je objavil serijo člankov Priseljenčeva hiša (1933 in 1934). Od leta 1953 se je posvečal slikarstvu, predvsem je ustvarjal krajine v akvarelu, ter objavil tri knjige: pesmi Luces y sombras (Buenos Aires, 1968), zbirko povesti La olla (Buenos Aires, 1968) in spominski zapis o slovenskem raziskovalcu in antropologu Ivanu Benigarju.